# Aratitiyopea lopezii
Aratitiyopea lopezii là một loài thực vật hạt kín trong họ Hoàng đầu. Loài này được (L.B.Sm.) Steyerm. & P.E.Berry mô tả khoa học đầu tiên năm 1984. Chúng thường xuất hiện ở Bắc Nam Mỹ (Venezuela, Colombia, Peru, và Tây Bắc Brazil).

## Phân loài
- Aratitiyopea lopezii var. colombiana (L.B.Sm.) Steyerm. & P.E.Berry - Colombia
- Aratitiyopea lopezii var. lopezii - Venezuela, Peru, northwestern Brazil